# Бандера, Дамиан де ла
Дамиан де ла Бандера (исп. Damian de la Bandera; 1520 — после 1590) — испанский конкистадор, принявший участие в конкисте Перу, составил Доклад о происхождении и правлении, имевшемся у Ингов (1557) об истории инков.

## Биография
Дамиан де ла Бандера родился в 1520 году. Его отцом был идальго Педро де ла Бандера, один из первых конкистадоров провинции Тьерра-Фирме (Панама). Сначала он находился на Санто-Доминго (о. Эспаньола), где наблюдал прибытие кораблей с индейцами-рабами из Кубагуа, но затем перебрался в Панаму, а оттуда в Перу. С капитаном Хуаном де Ольмосом служил в походе в Лас-Есмеральдас, потом перебрался в Лиму, где был солдатом у вице-короля Бласко Нуньеса Велы во время похода капитана Пабло де Менесеса. После пленения губернатора и прихода Гонсало Писарро он перебрался в Куско, но в этом городе Франсиско де Карвахаль обязал его служить ему против восставшего в Чаркасе Лопе де Мендосы. Уже во время похода он сговорился с Педро де Авенданьо, Франсиско Родригесом де Матаморос и другими сторонниками, и они тайно отправили Лопе де Мендосе сообщение о силах «Андского Дьявола», говоря также, что убьют его. Действительно, в ночь разгрома у Поконы Дамиан де ла Бандера вместе с Родригесом де Матаморос произвели по нему два выстрела из аркебуз, при этом только один выстрел попал в ягодицу. Но, боясь быть узнанными, они убежали. Позже бежавшие вернулись и все последователи Лопе де Мендосы заслужили прощение Карвахаля, по причине чего Дамиан де ла Бандера сдался в Миске и был передан Карвахалю в Котабамбе. По неизвестным причинам «Андский Дьявол» не покарал его как дезертира и потенциального убийцу.
Позже он перешёл к Диего де Сентено, сражаясь на стороне Короля в битве у селения Андауайлас, а также в битве при Хакихагуана во время похода капитана Херонимо де Алиага. После этого он показался в Чаркасе и в Потоси (с Антонио де Луханом, Луисом де Тапия, Диего де Поррасом и Диего де Асеведо). Он был одним из тех, кто пленил Эгаса де Гусмана. Во время пребывания в Лиме, когда восстал Франсиско Эрнандес Хирон, он служил при Аудиенсии в Сурко и Пачакамаке, и был назначен знаменосцем в походе капитана Антонио де Лухана. В этом же чине сражался в Пукара, отводя назад в Куско своё войско, по причине гибели капитана Лухана и ранения его заместителя Хуана Рамона. Вступив в ряды вице-короля маркиза де Каньете, он получил от него награду за заслуги в виде 2000 песо ежегодной ренты, и был назначен им коррехидором Уаманги. Там он начал процесс против недовольных солдат, собиравшихся на тайное сборище в городе, и в 1557 году, исполняя приказы вице-короля и принца дона Филиппа свой знаменитый «Генеральный Доклад о расположении и особенностях провинции Уаманга, называемой Сан-Хаун-де-ла-Фронтера, и о жизни и обычаях местных жителей» («Relación General de la disposición y calidad de la provincia de Huamanga, llamada San Juan de la Frontera, y de la vivienda y costumbres de los naturales della»).
В 1559 году он был осуждён на два года ссылки в Лиму из-за неправдивых заявлений, начав с подачи жалобы на Аудиенсию и её оидоров. Похоже, что все это было связано с тем, что последние лишили его годовой ренты в 200 песо, и при этом Корона присудила индейцев, Антонио Вака де Кастро, сыну губернатора Кристобаля Вака де Кастро. Дамиан де ла Бандера поначалу выразил свой протест, а затем затеял тяжбу, выиграв спор с немалыми понесёнными затратами и потеряв много времени. В это самое время прибыл вице-король граф де Ньева и комиссары, которые поначалу возместили ему, предоставив многих индейцев из Чакрас, принадлежавших Эрнандо Писарро, а затем добавили ему ещё 1000 песо. Но в октябре 1561 года Дамиан де ла Бандера был обвинён в принадлежности к группе заговорщиков и подвергся аресту.
Поскольку Дамиан де ла Бандера являлся большим знатоком в делах индейцев, то, когда вице-король Франсиско де Толедо решил получить более детальное сообщение о земле Перу, он поручил ему проинспектировать Потоси вместе с Алонсо де Карвахалем. После этого он жил в Куско, где стал знатным жителем. 16 октября 1558 года там он участвовал в качестве свидетеля на процессе, касавшемся конкистадора Хуана Хулио де Охеды. Он все ещё здравствовал в 1590 году, потому что в том году он подписал в Куско ещё одну бумагу. Но, по-видимому, он умер немного времени спустя.